# González Ortega 1
González Ortega 1 är en ort i Mexiko.   Den ligger i kommunen Mexicali och delstaten Baja California, i den nordvästra delen av landet, 2 100 km nordväst om huvudstaden Mexico City. González Ortega 1 ligger 11 meter över havet och antalet invånare är 349.
Terrängen runt González Ortega 1 är mycket platt. Runt González Ortega 1 är det ganska tätbefolkat, med 58 invånare per kvadratkilometer. Närmaste större samhälle är Guadalupe Victoria, 5,4 km norr om González Ortega 1. Trakten runt González Ortega 1 består till största delen av jordbruksmark.